# Kalle Anka i björnens rike
Kalle Anka i björnens rike (engelska: Dumb Bell of the Yukon) är en amerikansk animerad kortfilm med Kalle Anka från 1946.

## Handling
Det är vinter och Kalle Anka ska ge en päls till sin flickvän Kajsa Anka. Plötsligt hittar han en grotta där en björnmamma och hennes unge ligger och sover. Kalle tycker att ungen har rätt storlek för Kajsa och bestämmer sig för att ta den till sin stuga, men kaos väntar när ungen vaknat.

## Om filmen
Filmen har givits ut på DVD.

## Rollista
- Clarence Nash – Kalle Anka[5]